# Gebrüder Bauscher
Die Gebrüder August Bauscher (* 31. Oktober 1848; † 11. Mai 1917) und Conrad Bauscher (* 30. Januar 1853; † 1910 Herzinfarkt in München) gründeten 1881 in Weiden i. d. OPf. die Porzellanfabrik Gebr. Bauscher in der damaligen Regensburger Str. 29 1/6. Bis heute ist sie der älteste Weidener Großbetrieb, der noch immer produziert.

## Biographisches
Die Familie Bauscher stammt ursprünglich aus Frankreich und hatte Wurzeln bei den Hugenotten. Die Vorfahren hatten sich in Hanau angesiedelt. Mit einer Brauerei und einem Gastronomiebetrieb erarbeiteten sich die Eltern Jacob und Janette Bauscher einen ansehnlichen Wohlstand.

Janette und Jacob Bauscher

August Bauscher zeigte bereits früh, dass er kein Interesse an der Übernahme des elterlichen Betriebs hatte. Er entschloss sich zu einer Ausbildung als Kaufmann und wurde Angestellter der chemischen Fabrik Merck in Darmstadt.
Nach einem Einsatz als Soldat im deutsch-französischen Krieg 1870/71 bereiste er England, Italien und Amerika. Dort sammelte er Ideen für sein späteres unternehmerisches Engagement, und das Interesse für die Porzellanproduktion wurde geweckt.
Nachdem im oberpfälzischen Tirschenreuth seit 1833 eine sehr erfolgreiche Porzellanfabrik ansässig war, beschloss August Bauscher, die zum Verkauf stehenden Geschäftsanteile zu erwerben. Mit der finanziellen Unterstützung seines Vaters erkaufte er sich am 17. Februar 1876 von Wilhelmine Tittl für 42.857,13 Mark die Teilhaberschaft an der Porzellanfabrik Tirschenreuth.

August Bauscher (ca. 1910)

1881 gründete er in Weiden die Porzellanfabrik Bauscher, die als Erfinderin des Hotelporzellans gilt.
Verheiratet war er mit Emma Bauscher. Aus der Ehe gingen vier Kinder hervor. Während die Familie um Frau und Kinder ihren Lebensmittelpunkt in München suchte, blieb August Bauscher weiterhin in seinem Haus in der Bahnhofstraße 29 1/7 gemeldet. Von 1881 bis 1917 fungierte er als kaufmännischer Direktor seiner Porzellanfabrik. Der einzige Sohn Karl Bauscher wurde 1880 in Tirschenreuth geboren und sollte als Nachfolger in die Geschäftsleitung eintreten. Er verstarb jedoch am 28. Dezember 1915 als Leutnant der Reserve im Ersten Weltkrieg.
Conrad Bauscher erlernte zunächst das Handwerk des Konditors, trat aber später in die Firma seines Bruders August als Teilhaber ein. Er bewies mit dem Bau von Werkswohnungen am „Fichtenbühl“ in Weiden großes soziales Engagement. Nach ihm wurde die vorbeiführende Straße „Konradshöhe“ benannt. Von 1882 bis 1910 war er Mitinhaber und technischer Direktor der Porzellanfabrik.

Conrad Bauscher (ca. 1906–1908)

Mit ihm verheiratet war Anna (geb. Trebbien). Aus der Ehe gingen 4 Kinder hervor.
Sohn Franz sollte in die Porzellanfabrik als Nachfolger seines Vaters eintreten. Nach seiner Banklehre übernahm er jedoch die Rolle als Angestellter bei Hutschenreuther. Er hatte keine Ambitionen, in die Fußstapfen seines Vaters als Fabrikleiter einzutreten.

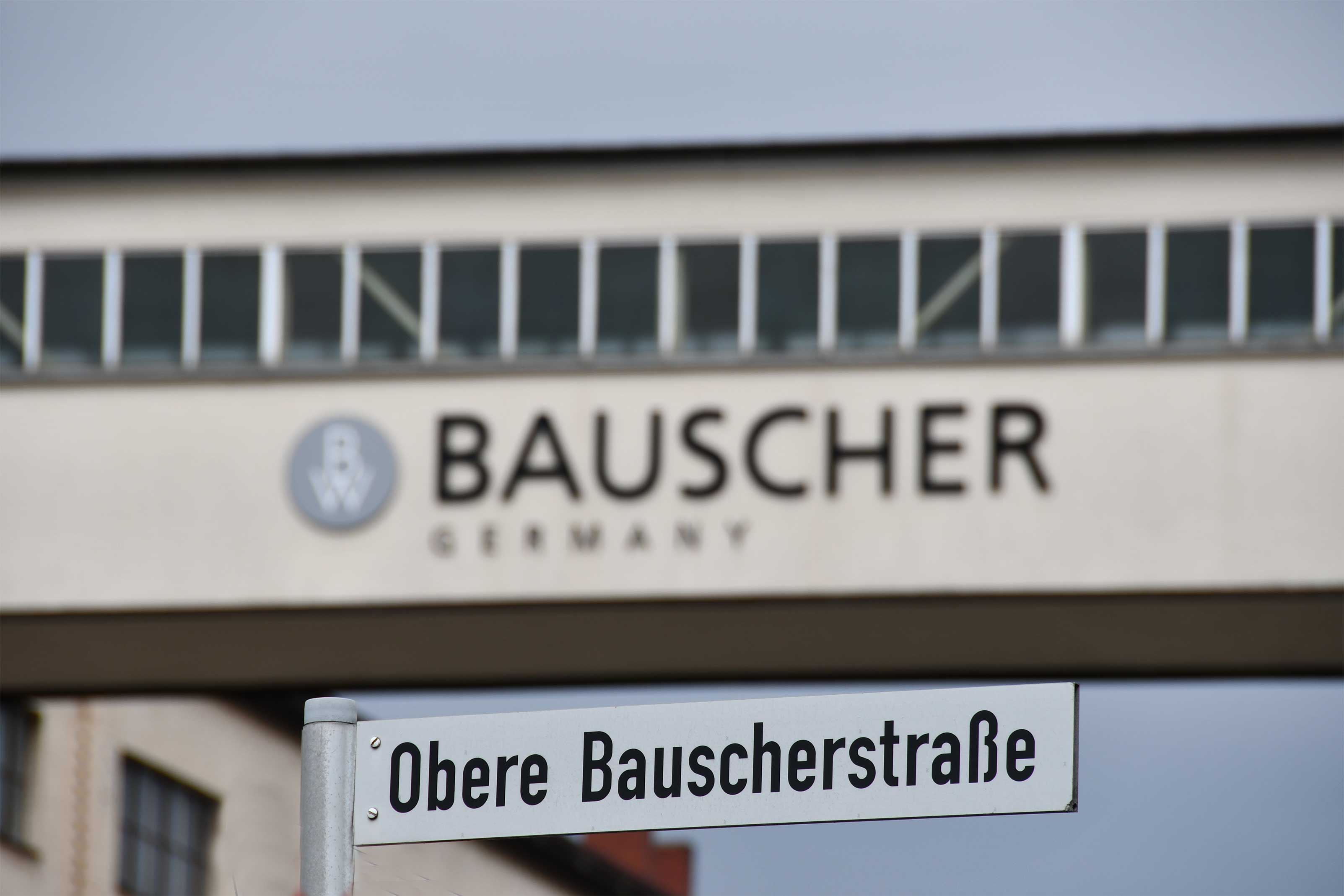
Porzellanfabrik Bauscher (2021)

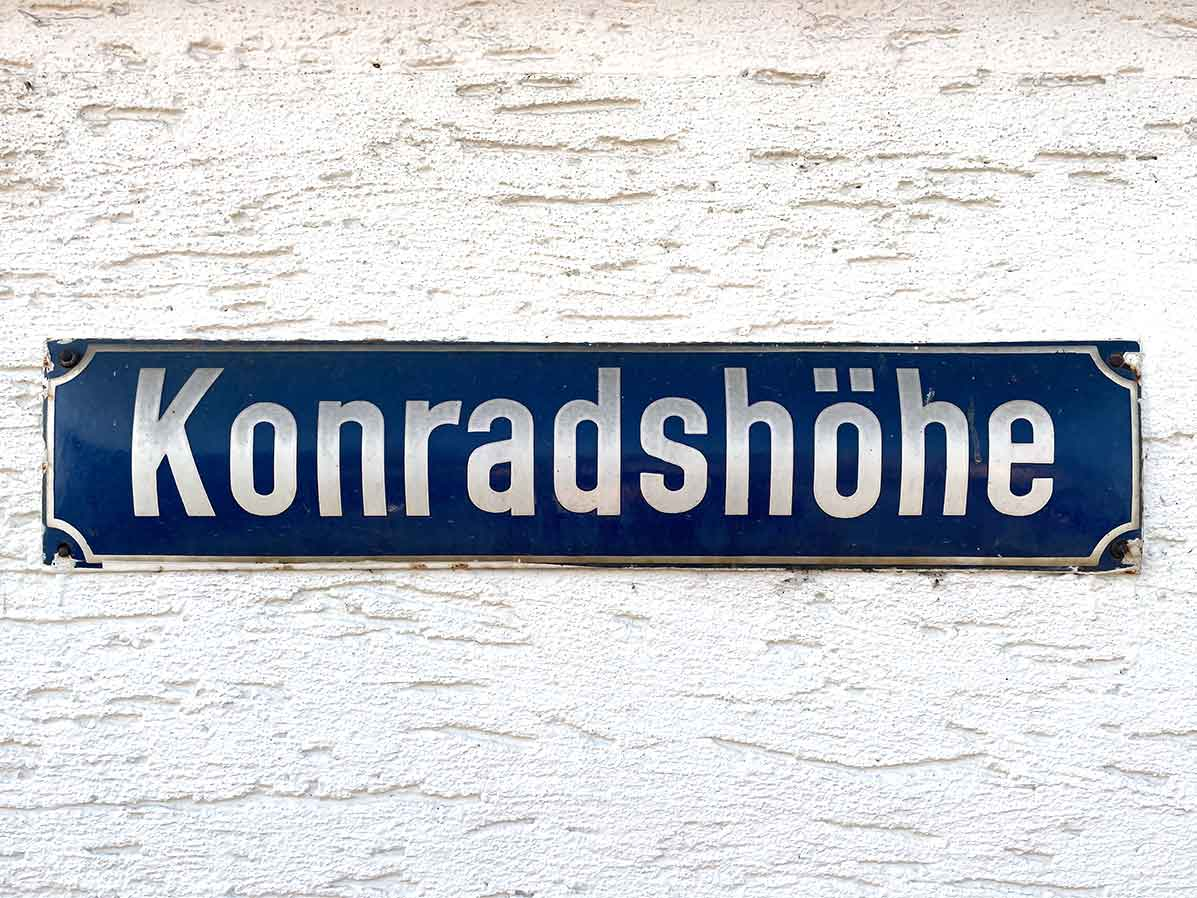
Straße in Weiden i. d. OPf. benannt nach Conrad Bauscher